# 20 tháng 9
Ngày 20 tháng 9 là ngày thứ 263 (264 trong năm nhuận) trong lịch Gregory. Còn 102 ngày trong năm.

## Sự kiện
- 471 – Hiến Văn Đế Thác Bạt Hoằng nhượng lại hoàng vị Bắc Ngụy cho Thái tử Hoành mới 4 tuổi, còn bản thân trở thành Thái thượng hoàng.
- 1854 – Chiến tranh Krym Liên quân Anh–Pháp giành thắng lợi quyết định trước quân Nga trong trận Alma.
- 1891 – Xe hơi đầu tiên chạy bằng xăng được trình bày tại Springfield, Massachusetts, Hoa Kỳ.
- 1944 – Chiến tranh thế giới thứ hai: Trong Chiến dịch Ý, Lực lượng Anh Quốc và Ấn Độ đẩy lui quân Đức khỏi nước cộng hoà trung lập San Marino.
- 1946 – Liên hoan phim Cannes đầu tiên khai mạc. Năm này 11 điện ảnh đoạt Cành cọ vàng, hồi đó được gọi "Giải thưởng lớn".
- 1954 – Chương trình FORTRAN đầu tiên được chạy.
- 1977 – Việt Nam và Djibouti được chính thức công nhận là hội viên thứ 149 và 150 của Liên Hợp Quốc.
- 2001 – Trong diễn văn trước phiên họp chung của Quốc hội Hoa Kỳ và công chúng Mỹ, Tổng thống George W. Bush tuyến bố "Chiến tranh chống khủng bố".

## Sinh
- 1836 – Nguyễn Phúc Miên Chí, tước phong Vĩnh Lộc Quận công, hoàng tử con vua Minh Mạng (m. 1888)
- 1915 – Nguyễn Văn Hinh, tướng lĩnh người Việt Nam (m. 2004)
- 1941 – Slobodan Milošević, cựu Tổng thống Nam Tư (m. 2006)
- 1946 – Đặng Quang Vinh, diễn viên, nhà sản xuất và đạo diễn người Hồng Kông (m. 2011)
- 1964 – Trương Mạn Ngọc, diễn viên người Hồng Kông
- 1982 – Hồ Ca, diễn viên người Trung Quốc
- 1986 – Hồ Quang Hiếu, ca sĩ nhạc trẻ Việt Nam
- 1990 – Phillip Phillips, quán quân chương trình American Idol mùa thứ 11
- 1994 – Mohamadou Sumareh, cầu thủ bóng đá người Malaysia gốc Gambia

## Mất
- 2006 – Phạm Xuân Ẩn, điệp viên, nhà báo, tình báo người Việt Nam